# Pietro Pastore
Pietro Mario Pastore (født 3. marts, 9. marts eller 9. april 1903 i Padua, død 8. januar 1968 i Rom, også kendt som Piero Pastore) var en italiensk skuespiller og fodboldspiller, som deltog i de olympiske lege 1928 i Amsterdam.
Pastore debuterede i 1920 for Calcio Padova. Senere spillede han for Juventus FC,  SS Lazio, AC Milan, AC Perugia og AS Roma, hvor han sluttede sin aktive karriere i 1936.
Pastore var udtaget til OL 1928 som en del af det italienske landshold. Han kom dog ikke til at spille nogen af kampene, der endte med at indbringe Italien bronzemedaljerne efter Uruguay og Argentina. Italiens vej til bronzekampen gik gennem en sejr over Frankrig med 4-3, uafgjort med 1-1 mod Spanien i den første kvartfinale efterfulgt af sejr omkampen tre dage senere med 7-1 og nederlag i semifinalen mod Uruguay med 2-3. I bronzekampen mødte Italien Egypten, som de besejrede 11-3.
Han havde en enkelt sæson under krigen som træner for den lille klub i Tivoli i udkanten af Rom.
Som ret ung, mens han stadig spillede fodbold, begyndte Pastore at indspille film som skuespiller, og han endte i denne branche, idet han frem til 1967 medvirkede i 100 film, oftest i mindre roller. Blandt de film, han medvirkede i, var internationale produktioner som Prinsessen holder fridag (1953), Krig og fred (1956) og Herkules og slavepigen (1960).